# Joseph Kampé de Fériet

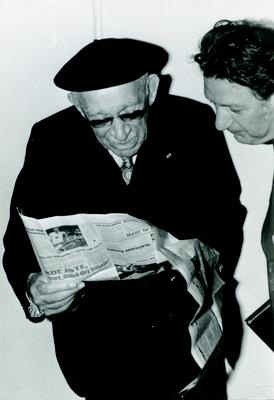
Kampé de Fériet 1971

Marie-Joseph Kampé de Fériet (*  14. März 1893 in Paris; † 6. April 1982 in Villeneuve-d’Ascq) war ein französischer Angewandter Mathematiker und Hochschullehrer für Mechanik.

## Leben
Er erwarb 1913 sein Lizenziat an der Sorbonne und wurde 1915 bei Paul Appell promoviert. Ab 1913 richtete er am Observatorium in Paris eine Zeitansage über Funk ein und im Ersten Weltkrieg forschte er in Ballistik bei der Küstenartillerie. Er war von 1919 bis 1969 Professor für Mechanik an der Faculté des Sciences in Lille und gründete 1930 das Institut de mécanique des fluides de Lille (ONERA Lille), dessen erster Direktor er war. Außerdem war er Professor für Mechanik, Informationstheorie und Kybernetik am Institut industriel du Nord (École centrale de Lille). Als 1928 das Luftfahrtministerium gegründet wurde, beschloss man vier Institute für Aerodynamik einzurichten, eines in Lille, dessen Direktor Kampé de Fériet wurde. Neben Aeronautik befassten sie sich auch mit Anwendungen in der Industrie zur Ventilation von Fabriken. Als 1935 die Kommission für atmosphärische Turbulenz gegründet wurde forschte er auch in Meteorologie (mit Studien in den Alpen und im Labor).
Er forschte über Turbulenz und die Navier-Stokes-Gleichung und befasste sich neben Hydro- und Aerodynamik auch mit Analysis (Hypergeometrische Funktionen und Verallgemeinerungen).

## Schriften
- mit Paul Appell: Fonctions hypergéometriques et hypersphériques, Paris, Gauthier-Villars, 1926
- La Fonction hypergéometrique, Paris, Gauthier-Villars, 1937